# Parc animalier de Shubenacadie
Le parc animalier provincial de Shubenacadie est un parc faunique géré par le gouvernement canadien, situé à Shubenacadie, en Nouvelle-Écosse, au Canada. Le parc de 40 hectares comprend des animaux, un centre d'interprétation de la nature exploité par Ducks Unlimited Canada, des sentiers de randonnée, une aire de pique-nique et une aire de jeux.

## Histoire
Géré par Eldon Pace, le parc a été créé à la fin des années 1940 pour servir de refuge aux cerfs de Virginie orphelins. Au début des années 1950, l’intérêt du public devient tel que le parc a officiellement ouvert ses portes en 1954. M. Pace est le surintendant du parc jusqu'en 1988.
Au fil des décennies, le parc s'agrandit et devient l'un des sites touristiques les plus populaires de Nouvelle-Écosse. Tout au long de son histoire, d'innombrables animaux, oiseaux et reptiles orphelins ou blessés ont été soignés et réhabilités. Depuis ses débuts, le parc sensibilise les visiteurs aux problèmes liés à la faune et à l’environnement, des milliers d’écoliers participant à des programmes éducatifs sur place.
Entre 2003 et 2008, le parc a été réglementé comme réserve de gibier en vertu de la loi sur la faune (RSNS 1989, c. 504). En 2008, la réglementation a été modifiée pour désigner officiellement ce parc comme parc animalier en vertu de la loi.
Le parc est ouvert de 9h à 18h30 sept jours par semaine entre le 15 mai et le 15 octobre, et de 9h à 15h le week-end uniquement entre le 16 octobre et le 14 mai.

## Animaux

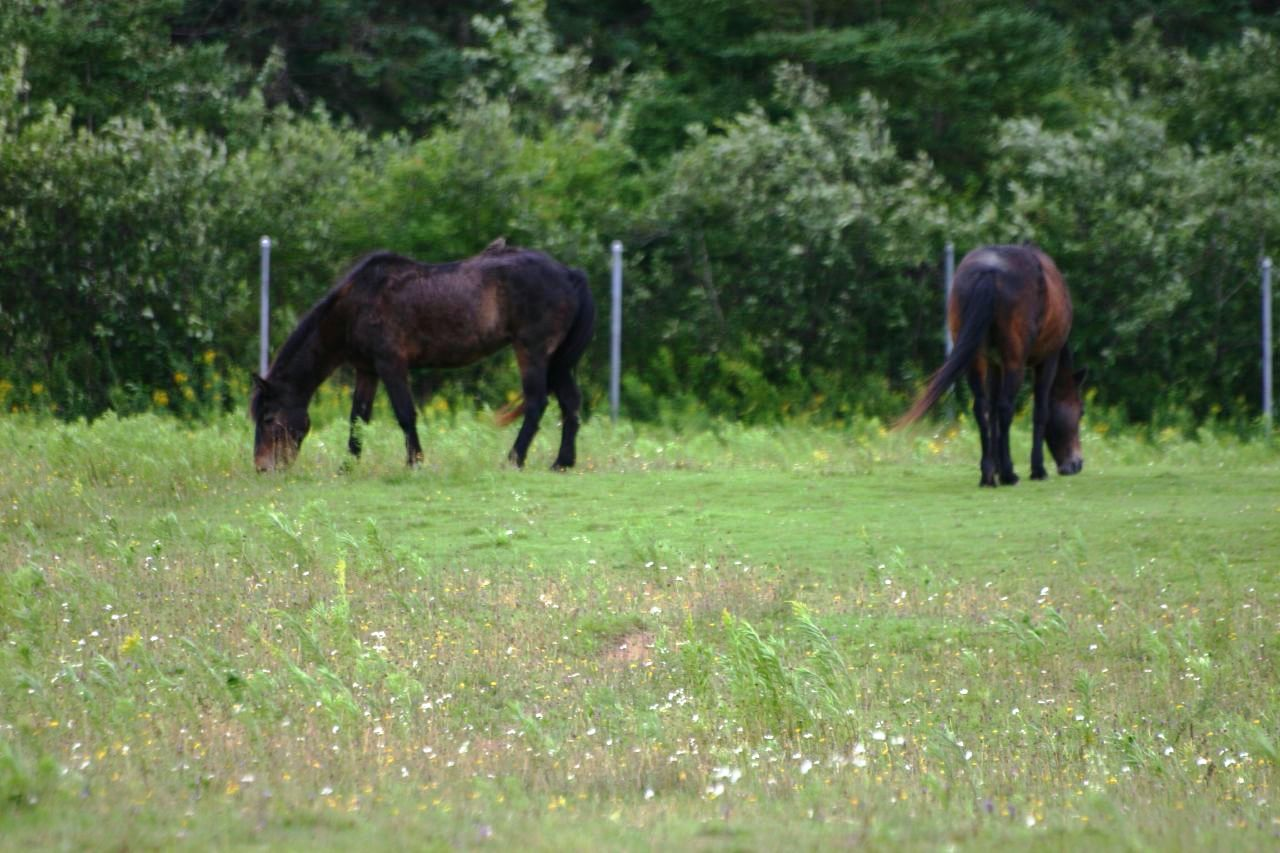
Chevaux de l'île de Sable au parc animalier de Shubenacadie

Le parc abrite plus de 50 espèces de mammifères et d’oiseaux, dont beaucoup souffrent de blessures permanentes ou ne peuvent pas être relâchées dans la nature.
La liste complète des espèces de mammifères exposées dans le parc comprend le mouflon de Dall, le mouflon d'Amérique, les chèvres, l'Alces alcesélan, le wapiti, le cerf rouge, le cerf de Virginie, le coyote de l'Est, le loup, le renard roux, la martre d'Amérique, le vison d'Amérique, le pékan, la loutre de rivière d'Amérique du Nord, la mouffette rayée, le castor d'Amérique du Nord, la marmotte, le mara de Patagonie, le porc-épic, le lièvre d'Amérique, le lynx rouxLynx roux, le puma, le lynx d'Eurasie, l'ours noir d'Amérique et le raton laveur.
La liste complète des oiseaux exposés dans le parc comprend les crécerelles d'Amérique, les pygargues à tête blanche, les chouettes effraies, les chouettes rayées, les vautours noirs, les grands-ducs, les faucons pèlerins, les buses à queue rousse, les urubus à tête rouge, les émeus, les grands corbeaux, les faisans vénérés, les monals de l'Himalaya, les faisans de Swinhoe, les faisans de Cheer, les faisans de Lady Amherst, les faisans dorés, les faisans argentés, les faisans Mikado, les pintades de Numidie et les faisans de Hume.
De plus, le parc abrite également plusieurs espèces d'oiseaux aquatiques en captivité, notamment des bernaches nonnettes, des cygnes noirs, des bernaches de Hutchins, des bernaches du Canada, des cygnes tuberculés et des pékins d'Amérique. En raison de l'épidémie mondiale de grippe aviaire, ces oiseaux, ainsi que le paon, ont été temporairement retirés de l'exposition.
Le parc faunique de Shubenacadie abritait autrefois les seuls chevaux de l'île de Sable en captivité, jusqu'à leur mort en 2019.

## Sam de Shubenacadie

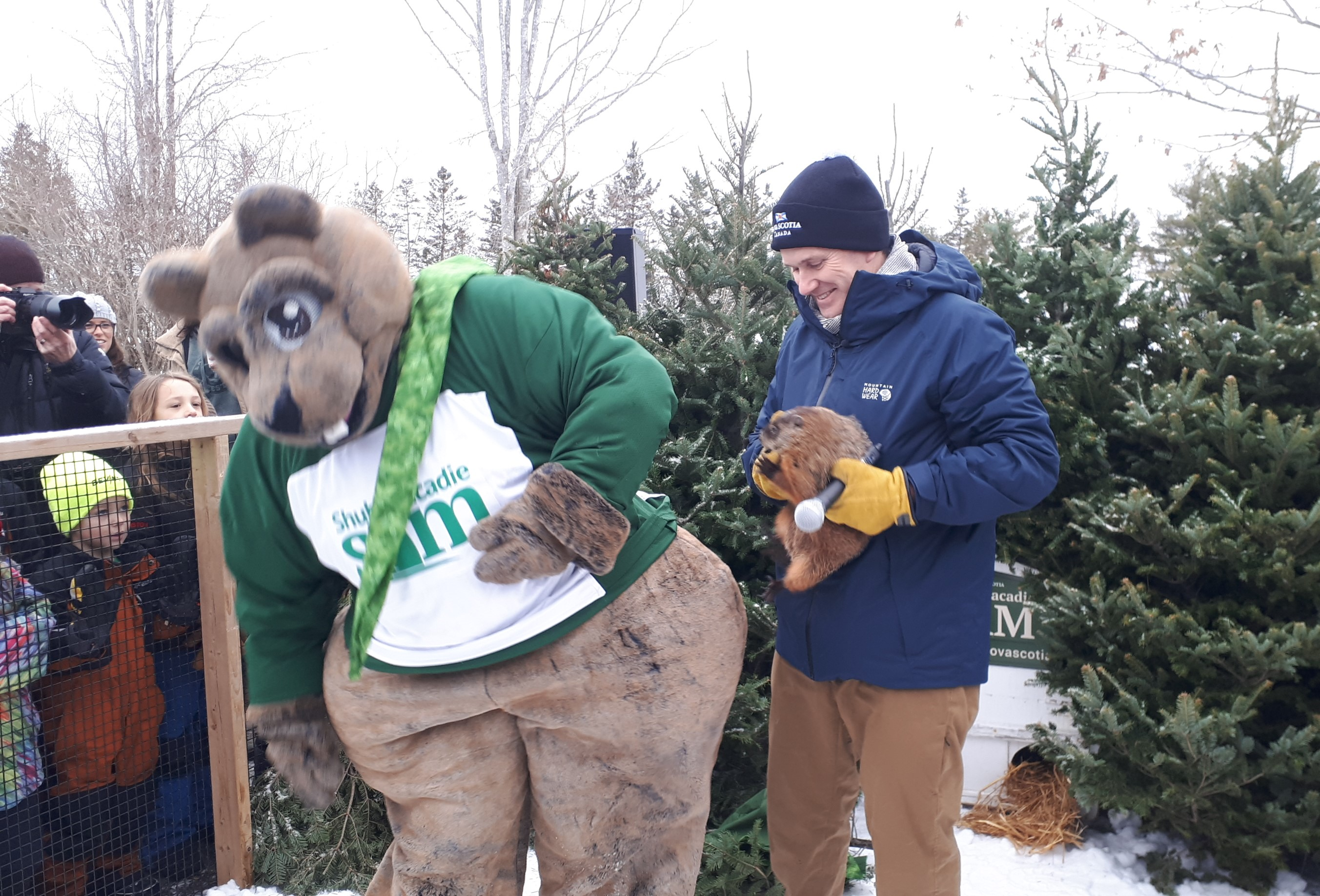
Sam de Shubenacadie fait la prédiction de l'hiver 2024.

Le parc animalier abrite Sam de Shubenacadie, la première marmotte en Amérique du Nord à faire une prédiction le jour de la marmotte grâce au fuseau horaire de l'Atlantique de la Nouvelle-Écosse. La prédiction de la marmotte a lieu à 8 heures du matin lors d'une cérémonie publique qui attire plusieurs centaines de personnes dans le parc chaque année depuis 1987 ; elle est désormais diffusée sur Facebook et Twitter.
Une auteure locale nommée Doretta Groenendyk a publié un livre sur Sam de Shubenacadie, intitulé « Groundhog Night », en septembre 2022. Il raconte l'histoire de Sam visitant les animaux du parc et se préparant pour son apparition le jour de la marmotte. L'histoire est également affichée sur des panneaux partout dans le parc, afin que les visiteurs puissent la lire pendant qu'ils visitent les enclos des animaux.

## Centre d'héritage Greenwing
Le parc faunique de Shubenacadie abrite le Greenwing Legacy Centre, un projet de collaboration entre Ducks Unlimited Canada et le ministère des Terres et des Forêts de la Nouvelle-Écosse. Le centre propose des programmes éducatifs et des activités interactives telles que l'observation des oiseaux, ainsi qu'une boutique de cadeaux, et il entretient et exploite le sentier du marais St. Andrew ainsi que plusieurs autres sentiers de randonnée en zones humides.